# ジョン・バートラム

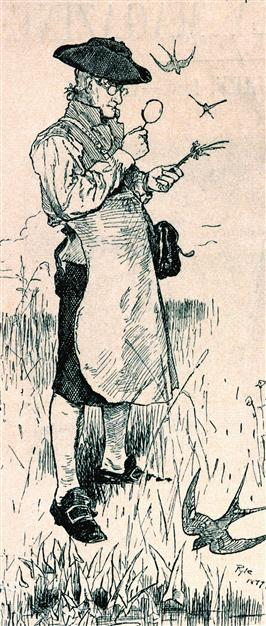
ジョン・バートラム
ハワード・パイルの挿絵

ジョン・バートラム（John Bartram、1699年3月23日 – 1777年9月22日）はアメリカ合衆国の植物学者、園芸家、植物収集家である。

## 生涯
ペンシルバニア入植地にクエーカー教徒に農家に生まれた。自らを単なる農民だと自認し、地元の学校で教育を受けただけであったが、終生、医学や薬用植物に興味を持ち続け、多くの書物を読んだ。自らの農園で興味ある植物を育てたことに始まった植物学への貢献は、北米の植物に興味をもったヨーロッパの植物学者、園芸家と知り合うことによって商業的にも成功した。
アメリカ東部の入植地を訪れ、植物採集を行った。1743年にオンタリオ湖岸を訪れ、見聞記、"Observations on the Inhabitants, Climate, Soil, Rivers, Productions, Animals, and other Matters Worthy of Notice, made by Mr. John Bartram in his Travels from Pennsylvania to Onondaga, Oswego, and the Lake Ontario, in Canada" (London, 1751)を出版した。1765年から1766年の冬、フロリダ東部を訪れ、記事を出版した。オハイオ川の流域も訪れ、これらの採集旅行の成果はヨーロッパの収集家に送られ、ヨーロッパの収集家は書籍や園芸用の装置を与えた。
バートラムは、「アメリカ植物学の父」とも評価され、リンネの分類学に貢献した。バートラムの標本は、リンネやヨハン・ヤーコプ・ディレン、ヤン・フレデリック・グロノヴィウス（Jan Frederik Gronovius ）らによって、研究され、リンネの弟子のペール・カルムが1749年から北米の植物採集のために北米を旅したのを援助した。
著作の"Diary of a Journey through the Carolinas, Georgia and Florida"によれば、バートラムの収集活動は、入植者によって支援され、フロリダでは植民地の長官、デーヴィッド・イーツの支援を受けた。
フィラデルフィア近郊に作られた、バートラムの8エーカーの植物園は北米最初の植物園とされる。ベンジャミン・フランクリンとともに1743年に設立されたアメリカ哲学協会（American Philosophical Society）の設立者となった。
ヨーロッパで栽培された北米の樹木や花はバートラムが送った種子がもとになっていることが多く、1730年代から、植物愛好家で王立協会の会員で商人のピーター・コリンソンがバートラムの仕事を助けた。コリソンはバートラムから送られる新しい植物を友人や仲間の園芸家と分け合った。これらの園芸家には、ピーター卿（Robert James Petre）やチェルシー薬草園のフィリップ・ミラー、マーク・ケイツビー、リッチモンド伯爵、ノーフォーク伯爵がいる。コリンソンが代理人となって、園芸家から依頼されて、ヨーロッパにとどけられる植物はBartram's Boxesとして知られるようになった。
1765年にコリンソンやベンジャミン・フランクリンの尽力で、北米における王室植物学者に任じられ、年間50ポンドの年金を受け取ることになった。王立植物園（キューガーデン）にも種子や植物を送ることになった。1769年にスウェーデン王立科学アカデミーの外国人会員に選ばれた。
2度結婚し11人の子供を生まれた。息子のウィリアム・バートラムは植物学者、博物画家として有名である、バートラムの植物園は3代にわたる子孫によって1850年まで経営された。